# Distrito electoral local 9 de Morelos
El IX Distrito Electoral Local de Morelos es uno de los 12 distritos electorales locales del estado de Morelos para la elección de diputados locales. Su cabecera es la ciudad de Puente de Ixtla.

## Historia

### Puente de Ixtla como cabecera distrital

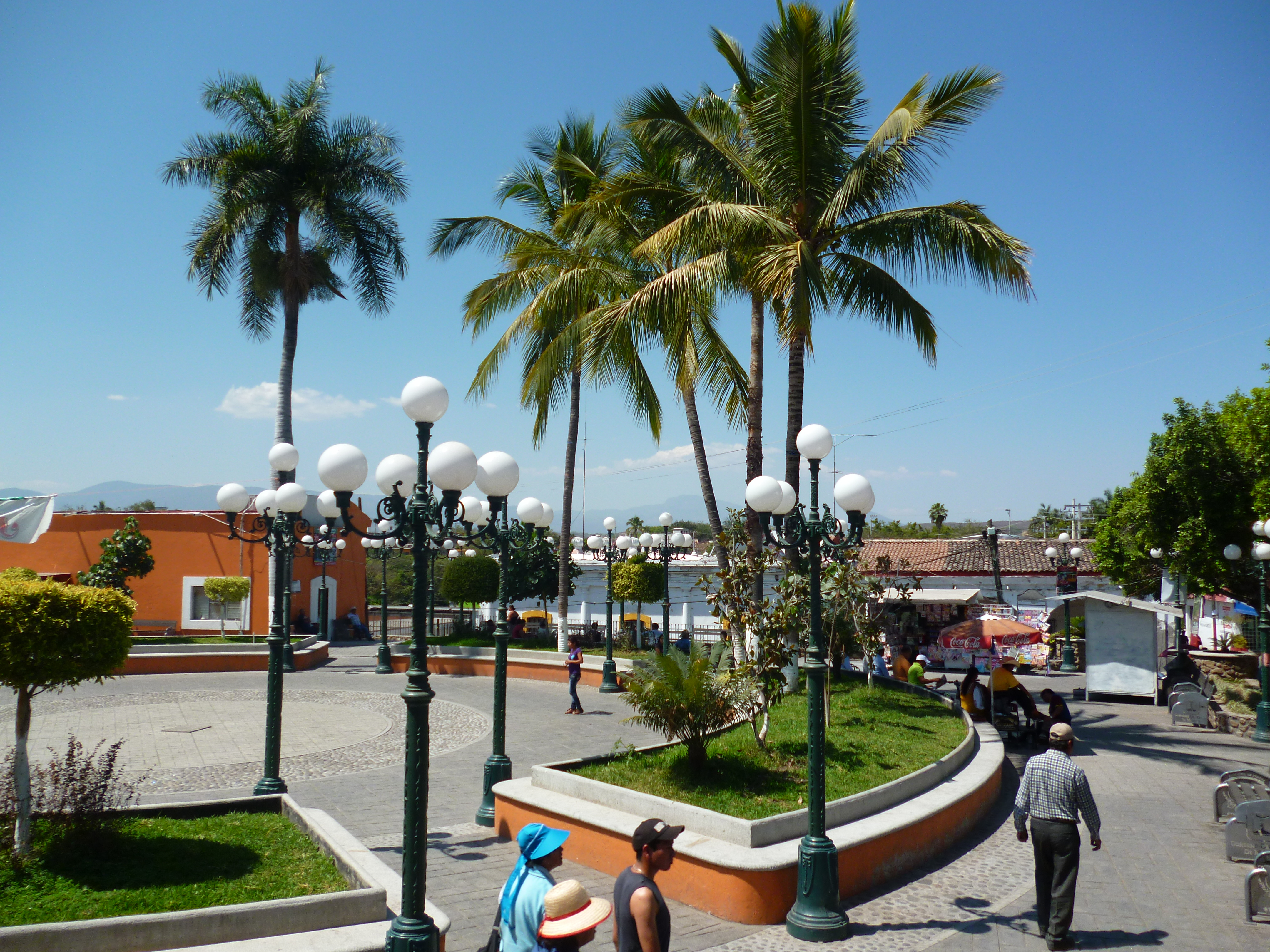
Puente de Ixtla sede del consejo distrital.

De 1869 a 1880 Puente de Ixtla no era cabecera distrital. De 1880 a 1884, existieron nueve distritos del Congreso del Estado de Morelos, siendo Puente de Ixtla el IX Distrito. De 1930 a 1976 existieron siete distritos siendo Puente de Ixtla el III Distrito. De 1976 a 1979 existieron nueve distritos siendo Puente de Ixtla el IV Distrito. De 1994 a 1997 existieron quince distritos siendo Puente de Ixtla el VII Distrito. De 1997 a 2018 existieron dieciocho distritos siendo Puente de Ixtla el IX Distrito.
El 29 de agosto de 2017 el Consejo General del Instituto Nacional Electoral (INE) aprobó los distritos electorales uninominales locales y sus respectivas cabeceras distritales de Morelos, que entraron en vigor para las elecciones estatales de Morelos de 2018.

## Demarcación territorial
Este distrito está integrado por un total de seis municipios, que son los siguientes:
- Amacuzac, integrado por 11 secciones electorales.
- Coatlán del Río, integrado por 11 secciones electorales.
- Mazatepec, integrado por 7 secciones electorales.
- Puente de Ixtla, integrado por 32 secciones electorales.
- Tetecala, integrado por 6 secciones electorales.
- Zacatepec de Hidalgo, integrado por 26 secciones electorales.

## Diputados por el distrito
- LIV Legislatura (2018-2021)
  - Keila Celene Figueroa Evaristo (MORENA).[4]
- LV Legislatura (2021-2024)
  - Luz Dary Quevedo Maldonado (MC).[5]